# Крантор
Крантор из Сол (греч. Κράντωρ; около 340/35—275 до н. э.) — древнегреческий философ из Киликии.
Крантор прибыл в Афины около 320 до н. э. и поступил в школу Ксенократа и Полемона (старейшая академия), обучаясь вместе с Кратетом Афинским.
Сочинения Крантора, из которых сохранились значительные фрагменты — комментарий на Платонова «Тимея» и книга «О скорби (Περὶ πένθους)».
Крантор различал в душе, кроме чувственного и умопостигаемого начала, также «само» и «другое». Нравственность требует разумного ограничения душевных движений и страстей, а не упразднения их. Высшее благо жизни есть добродетель, за нею следует здоровье, потом наслаждение и на последнем месте богатство.